# Costante di Gel'fond
La costante di Gel'fond è un numero trascendente il cui valore è e elevato alla π,
{\displaystyle e^{\pi }=23,1406926327...}
Prende il nome dal matematico Aleksandr Osipovič Gel'fond, che nel 1934 ne provò la trascendenza come conseguenza del suo teorema di Gel'fond.
Il suo sviluppo in frazione continua è
{\displaystyle [23,7,9,3,1,1,591,2,9,1,2,34,1,16,1,30,1,1,4,1,2,108,\cdots ].}

## Dimostrazione della trascendenza
Dalla formula di Eulero si può ricavare che:
{\displaystyle e^{i{\frac {\pi }{2}}}=i.}
Elevando entrambi i membri alla i, avremo, ricordando che {\displaystyle i^{2}=-1}:
{\displaystyle i^{i}=e^{-{\frac {\pi }{2}}},}
cioè
{\displaystyle e^{\pi }={\frac {1}{i^{2i}}}=i^{-2i};}
i e -2i sono entrambi numeri algebrici non razionali, e quindi per il  teorema di Gel'fond {\displaystyle e^{\pi }} non può essere algebrico.

## Calcolo
Il valore della costante di Gel'fond può essere calcolato rapidamente usando la seguente sequenza:
{\displaystyle k_{0}={\frac {1}{\sqrt {2}}}={\frac {\sqrt {2}}{2}},}
{\displaystyle k_{n}={\frac {1-{\sqrt {1-k_{n-1}^{2}}}}{1+{\sqrt {1-k_{n-1}^{2}}}}}.}
L'espressione
{\displaystyle (4/k_{n})^{2^{1-n}}}
converge allora rapidamente ad {\displaystyle e^{\pi }}

## Proprietà geometriche
Il volume di una sfera di dimensione n (un'ipersfera) è dato da
{\displaystyle V_{n}={\frac {\pi ^{\frac {n}{2}}R^{n}}{\Gamma ({\frac {n}{2}}+1)}},}
dove {\displaystyle \Gamma } è la funzione gamma. Di conseguenza, se si considerano solo le ipersfere di raggio unitario e dimensione pari, si ha che: 
{\displaystyle V_{2n}={\frac {\pi ^{n}}{n!}},}
ricordando che {\displaystyle \Gamma (n+1)=n!} per n intero. Di conseguenza, sommando questi valori, si ha
{\displaystyle \sum _{n=0}^{\infty }V_{2n}=\sum _{n=0}^{\infty }{\frac {\pi ^{n}}{n!}}=e^{\pi },}
perché il secondo membro è lo sviluppo in serie di Taylor dell'esponenziale.